# Skärgölen (Stjärnorps socken, Östergötland)
Skärgölen är en sjö i Linköpings kommun i Östergötland och ingår i Motala ströms huvudavrinningsområde. Sjöns area är 0,02 kvadratkilometer och den befinner sig 87,2 meter över havet.